# نومارمولک‌ریختان
نومارمولک‌ریختان (به لاتین: Neoanguimorpha) که یک کلاد ازمارمولک‌ریختان شامل Monstersauria (امروزه توسط گلمیخ‌پوست‌ها نمایندگی می‌شود) و Diploglossa (Xenosauridae و Anguioidea) است.     مطالعات ریخت‌شناسی در گذشته هلودرماتیدها را با بزمجه‌واران در کلاد Platynota طبقه‌بندی کرده بود،  در حالی که مارمولک تمساح چینی به عنوان بیگانه‌سورید طبقه‌بندی می‌شد. با این حال، کار مولکولی هیچ پشتیبانی از این گروه‌بندی نکرد و در عوض هلودرماتیدها را بیشتر به Diploglossa مرتبط دانستند، در حالی که مارمولک کروکودیل چینی و بزمجه‌واران کلاد دیرین‌مارمولک‌ریختان (Paleoanguimorpha) را تشکیل می‌دهند. 